# Róże miłości najchętniej przyjmują się na grobach (singel)
Róże miłości najchętniej przyjmują się na grobach – singel promujący szósty studyjny album polskiej grupy muzycznej Kat o takim samym tytule, wydany w 1996 roku przez wytwórnę muzyczną Silverton. 

## Lista utworów
1. „Hi” - 0:43
2. „Przechwałki” - 1:30
3. „Purpurowe gody” - 5:26
4. „Z czego zżynamy” - 0:37
5. „Bye” - 0:17
6. „Odi Profanum Vulgus” - 4:52
7. „Jingle” - 0:49